# Senlis-le-Sec
Senlis-le-Sec és un municipi francès situat al departament del Somme i a la regió dels Alts de França. L'any 2007 tenia 285 habitants.

## Demografia

### Població
El 2007 la població de fet de Senlis-le-Sec era de 285 persones. Hi havia 108 famílies de les quals 20 eren unipersonals (4 homes vivint sols i 16 dones vivint soles), 32 parelles sense fills, 44 parelles amb fills i 12 famílies monoparentals amb fills.
La població ha evolucionat segons el següent gràfic:
Habitants censats

### Habitatges
El 2007 hi havia 109 habitatges, 104 eren l'habitatge principal de la família, 2 eren segones residències i 3 estaven desocupats. 107 eren cases i 2 eren apartaments. Dels 104 habitatges principals, 84 estaven ocupats pels seus propietaris, 17 estaven llogats i ocupats pels llogaters i 3 estaven cedits a títol gratuït; 16 tenien tres cambres, 27 en tenien quatre i 62 en tenien cinc o més. 85 habitatges disposaven pel capbaix d'una plaça de pàrquing. A 46 habitatges hi havia un automòbil i a 44 n'hi havia dos o més.

### Piràmide de població
La piràmide de població per edats i sexe el 2009 era:
| Homes | Edats   | Dones |
| ----- | ------- | ----- |
| 0     | 95 o +  | 0     |
| 0     | 90 a 94 | 4     |
| 0     | 85 a 89 | 0     |
| 0     | 80 a 84 | 0     |
| 8     | 75 a 79 | 0     |
| 0     | 70 a 74 | 8     |
| 12    | 65 a 69 | 4     |
| 4     | 60 a 64 | 8     |
| 8     | 55 a 59 | 4     |
| 12    | 50 a 54 | 8     |
| 16    | 45 a 49 | 24    |
| 4     | 40 a 44 | 0     |
| 4     | 35 a 39 | 8     |
| 32    | 30 a 34 | 16    |
| 8     | 25 a 29 | 4     |
| 16    | 20 a 24 | 4     |
| 20    | 15 a 19 | 4     |
| 4     | 10 a 14 | 20    |
| 8     | 5 a 9   | 20    |
| 8     | 0 a 4   | 12    |

## Economia

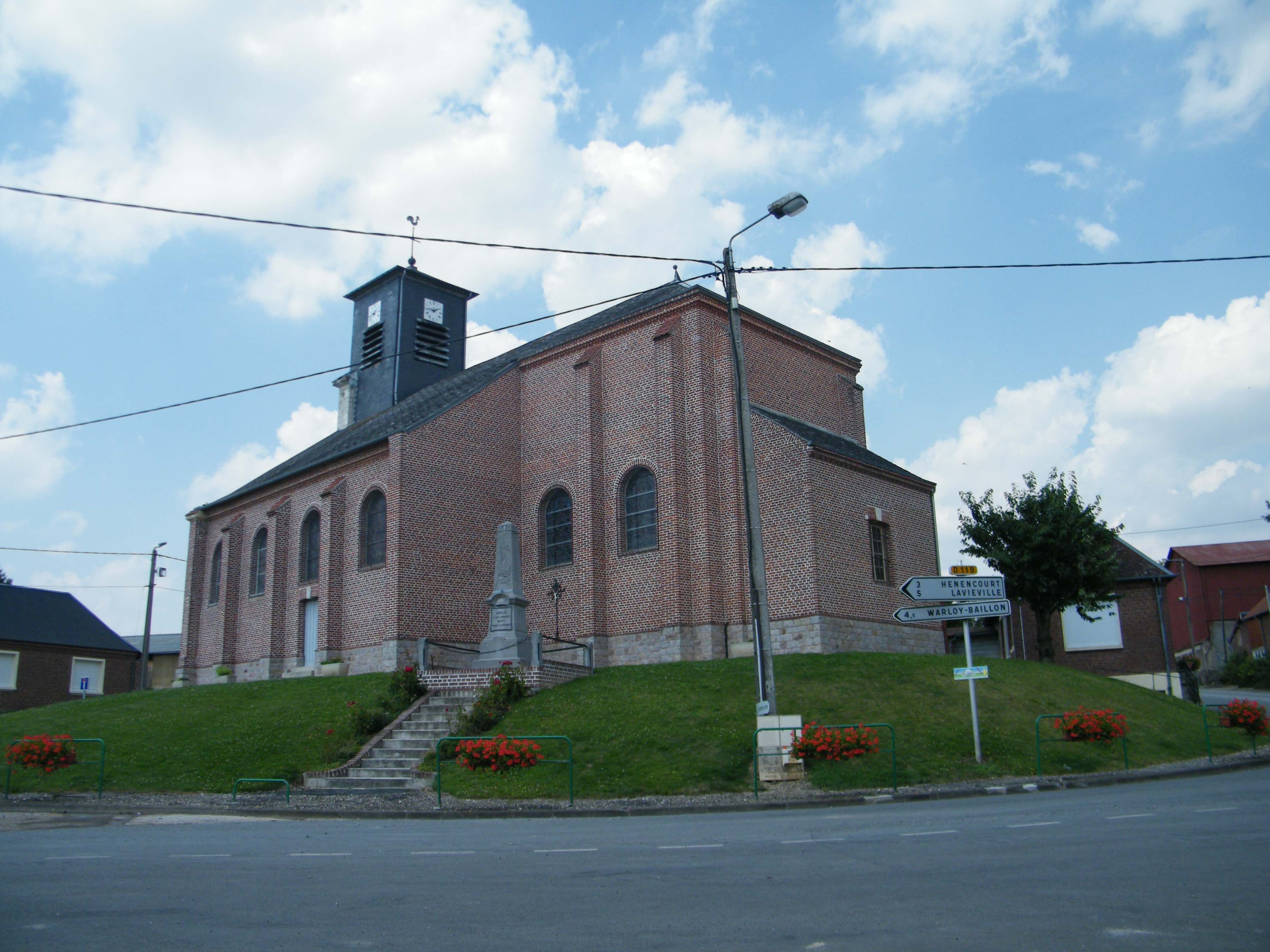
Església

El 2007 la població en edat de treballar era de 190 persones, 131 eren actives i 59 eren inactives. De les 131 persones actives 115 estaven ocupades (68 homes i 47 dones) i 16 estaven aturades (9 homes i 7 dones). De les 59 persones inactives 18 estaven jubilades, 17 estaven estudiant i 24 estaven classificades com a «altres inactius».

### Ingressos
El 2009 a Senlis-le-Sec hi havia 110 unitats fiscals que integraven 283 persones, la mediana anual d'ingressos fiscals per persona era de 17.245 €.

### Activitats econòmiques
Dels 8 establiments que hi havia el 2007, 1 era d'una empresa alimentària, 2 d'empreses de construcció, 1 d'una empresa de comerç i reparació d'automòbils, 1 d'una empresa d'hostatgeria i restauració, 2 d'empreses de serveis i 1 d'una empresa classificada com a «altres activitats de serveis».
Dels 4 establiments de servei als particulars que hi havia el 2009, 1 era un taller de reparació d'automòbils i de material agrícola, 1 paleta, 1 fusteria i 1 perruqueria.
L'any 2000 a Senlis-le-Sec hi havia 15 explotacions agrícoles que ocupaven un total de 876 hectàrees.

## Poblacions més properes
El següent diagrama mostra les poblacions més properes.